# Jules Limbeck
Jules Limbeck (en hongrois : Limbeck Gyula), né le 13 octobre 1904 à Nagyenyed (à l'époque en Autriche-Hongrie et aujourd'hui la ville d'Aiud en Roumanie) et mort le 4 novembre 1952 à Budapest en Hongrie, est un footballeur franco-hongrois, qui évoluait au poste d'attaquant et de milieu, avant de devenir ensuite entraîneur.

## Biographie

### Carrière de joueur
D'origine hongroise et allemande mais natif de la partie hongroise de Roumanie (à l'époque dans le royaume d'Autriche-Hongrie), Limbeck étudie au collège Gabriel Bethlen, période durant laquelle il joue au football dans l'équipe de jeunes du Nagyenyedi TK. En 1924, il étudie à l'Université polytechnique et économique de Budapest.
Il commence sa carrière de joueur dans le club de Budapest du Törekvés SE, puis de l'Újpest FC (à partir de novembre 1924), avant d'ensuite rejoindre un autre club de la capitale, le MTK Budapest.
Il poursuit ensuite sa carrière en Autriche à l'Austria Vienne et au First Vienna (de janvier à mars 1928), avant de retourner au pays.
C'est en 1932 qu'il débarque en France pour jouer avec le Club sportif des Terreaux puis le  Lyon OU. Il reste une dernière saison en France pour disputer une saison avec l'Amiens SC en tant qu'entraîneur-joueur (pour qui il dispute 5 matchs au total).
Il finit sa carrière avec le club moscovite du Kazanka (en tant qu'entraîneur-joueur).

### Carrière d'entraîneur
Sa première expérience en tant qu'entraîneur à lieu en 1930 lorsqu'il passe une saison sur le banc du club turc de Galatasaray (avec qui il remporte le championnat de la ville).
Lors de sa période en France, il entraîne tout d'abord le Lyon olympique universitaire en 1933 (entraîneur-joueur) avant d'entraîner l'Amiens SC. C'est durant sa période dans l'Hexagone qu'il devient citoyen français et change son prénom, Gyula, pour Jules.
En 1935, Limbeck part pour l'URSS (d'abord en Russie pour entraîner brièvement le Kazanka) et l'Ukraine pour tout d'abord entraîner l'équipe nationale de Zaporijjia (à la demande personnelle de Grigory Ordjonikidze en mars 1936), puis le Stal Dnipropetrovsk.

La même année, il part entraîner le club géorgien du Dinamo Tbilissi (jusqu'en mars 1937). En 1937, il part pour la capitale soviétique et rejoint le banc du Lokomotiv Moscou.
Après l'URSS, il part en Belgique en 1938 où il entraîne pendant deux ans les clubs de la Royale Union SG et du Royal Uccle Sport.
Son dernier club est le Vasas SC en 1943.

### Après-carrière
Il travaille après sa retraite footballistique en tant qu'architecte, concepteur de livres et dessinateur.
Il est inhumé au cimetière Rákoskeresztúr à Budapest. Ses proches n'ayant pas été retrouvés, en 1977, les cendres de Limbek sont réinhumées dans une fosse commune.

## Palmarès
| Galatasaray - Championnat d'Istanbul (1) : - Champion : 1930-31. |  | Dinamo Tbilissi - Coupe d'Union soviétique : - Finaliste : 1936. |